# Czersk (Jasieniec)
Czersk – dawna osada fabryczna, od 1992 wschodnia część wsi Jasieniec w województwie mazowieckim, w powiecie grójeckim, w gminie Jasieniec. Położony w odległości ok. 1 km na wschód od centrum Jasieńca.
Osada powstała w drugiej połowie XIX wieku w związku z uruchomieniem tu cukrowni. Ponieważ Jasieniec był mało znany, użyto dla cukrowni nazwy „Czersk” aby zakład kojarzył się z pobliskim sławnym Czerskiem i Ziemią Czerską. Około 1880 roku w końcu całą osadę przyfabryczną nazwano Czerskiem
W okresie międzywojennym była to najludniejsza miejscowość gminy Jasieniec (429 mieszk., stan na rok 1921). Do 1954 Czersk był gromadą w gminie Jasieniec, po czym utworzył odrębną jednostkę administracyjną – gromadę Czersk w powiecie grójeckim w woj. warszawskim. Gromadę zniesiono 1 stycznia 1958 w związku z przeniesieniem siedziby GRN z Czerska do Jasieńca i zmianą nazwy jednostki na gromada Jasieniec.
1 stycznia 1992 Czersk włączono do Jasieńca.
Nie mylić z pobliskim Czerskiem.